# Culex brevipalpis
Culex brevipalpis är en tvåvingeart som först beskrevs av Giles 1902.  Culex brevipalpis ingår i släktet Culex och familjen stickmyggor. Inga underarter finns listade i Catalogue of Life.